# Cluedo

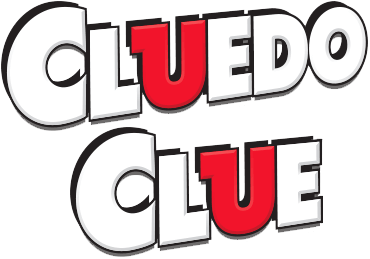
Cluedo - Jocul clasic al misterelor Proiectant Anthony E. Pratt Editori Hasbro Waddingtons Parker Brothers Winning Moves Games USA Publicare anul 1949 Jucători 3-6 jucători Timp de pregătire 5 minute Timp de joc 10-60 minute Mod de joc mutare pioni și dat cu zarul Vârstă de joc +8 ani

Cluedo, cunoscut sub numele de Clue în America de Nord, este un joc de mister cu crime pentru trei și până la șase jucători (în funcție de ediții), care a fost conceput în 1943 de designer britanic de jocuri de societate Anthony E. Pratt. Jocul a fost fabricat pentru prima dată de Waddingtons în Regatul Unit în 1949. De atunci, a fost relansat și actualizat de mai multe ori, iar în prezent este deținut și publicat de compania americană de jocuri și jucării Hasbro.
Scopul jocului este de a determina cine a ucis victima jocului, unde a avut loc crima și ce armă a fost folosită. Fiecare jucător își asumă rolul unuia dintre cei șase suspecți și încearcă să deducă răspunsul corect deplasându-se strategic pe o tablă de joc reprezentând camerele unui conac și adunând indicii despre circumstanțele crimei de la ceilalți jucători.
Numeroase jocuri, cărți, un film, seriale de televiziune și un musical au fost lansate ca parte a francizei Cluedo. Au fost lansate mai multe spin-off-uri care prezintă diverse personaje suplimentare, arme și camere sau diferite jocuri. Jocul original este comercializat ca „Classic Detective Game”, iar diferitele produse derivate se disting prin diferite sloganuri.
În 2008, Cluedo: Discover the Secrets a fost creat (cu modificări ale tablei, gameplay-ului și personajelor) ca un spin-off modern, dar a fost criticat în mass-media și de fanii jocului original. Cluedo: The Classic Mystery Game a fost introdus apoi în 2012, revenind la formula clasică a lui Pratt, dar adăugând și câteva variante.

## Joc

### Echipament
Jocul conține o tablă care arată camerele, coridoarele și pasajele secrete ale unei case englezești numită „Tudor Mansion” (numită Tudor Close, Tudor Hall, Arlington Grange, Boddy Manor sau Boddy Mansion în unele ediții) din Hampshire, Anglia, în 1926. Cutia de joc include, de asemenea, mai multe piese de joc colorate pentru a reprezenta personaje, elemente de recuzită pentru arme de crimă în miniatură, două zaruri cu șase fețe, trei seturi de cărți (care descriu camerele, personajele sau armele menționate mai sus), cărți de soluție și un plic (sau o oglindă în unele ediții) care conține o carte din fiecare set de cărți și o agendă al detectivului pe care sunt tipărite liste cu camere, arme și personaje, astfel încât jucătorii să poată păstra notițe detaliate în timpul jocului.

### Personaje
- Victima jocului, Dr. Black în UK și Mr. Boddy în US este proprietarul conacului unde are loc crima. Numele lui a fost schimbat în 2023 cu Boden "Boddy" Black Jr
- Domnișoara Scarlett (Miss Scarlett) este o femeie fatală, de obicei portretizată ca o tânără vicleană și atrăgătoare. Cunoscută ca „Miss Scarlet” în America de Nord între 1963 și 2016, ea începe jocul.
- Colonelul Mustard este un ofițer militar care trece pe locul al doilea. El este de obicei portretizat ca un militar demn, elegant și periculos. Cunoscut inițial drept Colonel Yellow, numele său a fost schimbat înainte ca prima ediție a jocului să fie publicată.
- Doamna White (Mrs. White) este de obicei portretizată ca o servitoare slăbită care a lucrat ca bucătăreasă, menajeră și dădacă a domnului Boddy, John. Cunoscută inițial ca Nurse White înainte ca numele ei să fie schimbat după publicarea primei ediții, ea ocupă locul trei în joc. Personajului i-au fost aduse diferite variații, divergenți de originile sale din clasa muncitoare.
- Domnul Green (Mr Green), este un preot anglican ipocrit care șovăie când subiectul este crima. În America de Nord, domnul Green a preluat roluri orientate spre bani de la mafiot la om de afaceri. Parker Brothers a insistat asupra schimbării numelui, crezând că publicul american ar obiecta față de un preot ca suspect de crimă. El ocupă locul patru în ambele versiuni.
- Doamna Peacock (Mrs. Peacock) este o doamnă aristocrată și o femeie în vârstă, dar atrăgătoare, care aproape întotdeauna își menține demnitatea și ocupă locul cinci în joc.
- Profesorul Plum este personajul profesorului absent, care este ultimul în joc.

### Arme
Pictogramele armelor sunt de obicei realizate din cositor nefinisat (cu excepția frânghiei, care poate fi din plastic sau sfoară); edițiile speciale au inclus versiuni placate cu aur, finisate cu alamă și argint.
- Sfeșnic
- Pumnal / Cuțit
- Țeavă de plumb (Lead Pipe) - primele jetoane erau făcute din plumb real și, prin urmare, prezentau un risc de otrăvire cu plumb
- Revolver - reprezentat pentru prima dată în Marea Britanie ca un pistol semi-automat Dreyse M1907 și în America de Nord ca un pistol Colt M1911

- Frânghie
- Cheie

### Camere
Există nouă camere în conac unde poate avea loc crima. Acestea sunt așezate în jurul marginii tablei de joc pătrate. Fiecare dintre cele patru camere din colț conține un pasaj secret care duce la camera din colțul diagonal opus al hărții. Camera centrală (denumită adesea Pivniță sau Scările) este inaccesibilă jucătorilor, dar conține plicul de soluție și nu este utilizată altfel în timpul jocului. Fiecare pion suspect are un spațiu de început desemnat marcat la marginea tablei. Zonele coridorului sunt marcate ca spații pătrate prin care pionii se deplasează orizontal sau vertical.